# 薄叶翠蕨
薄叶翠蕨（学名：Anogramma leptophylla）为裸子蕨科翠蕨属下的一个种。主要分布于温带和亚热带地区。該物種的高度幾乎不會超过8厘米。